# Людмила Петкова
Людмила Петкова е български финансист и експерт по данъчна политика,  заместник-министър и министър на финансите.

## Биография
Людмила Петкова е родена на 28 септември 1967 г.
Завършва специалност „Икономика и управление на търговията“ в Университета за национално и световно стопанство.
Впоследствие постъпва в Националната агенция за приходите, където в продължение на 15 години заема различни длъжности, включително заместник-директор на дирекция „Големи данъкоплатци и осигурители“ и директор на „Средни данъкоплатци и осигурители“ в София. 
От 2010 г. работи в Министерството на финансите като директор на дирекция „Данъчна политика“.
През 2013 – 2014 г., септември – декември 2021 г. и от август 2022 до юни 2023 г. заема поста заместник-министър на финансите с ресор НАП, митници и данъчна политика. Била е два пъти член и веднъж председател на Надзорния съвет на НЗОК. Участва активно в работни групи и комитети към Европейската комисия.

## Иаточници
1. ↑  Коя е Людмила Петкова?
2. ↑  Проектокабинетът "Желязков": Коя е Людмила Петкова?
3. ↑  Коя е Людмила Петкова, номинирана за министър на финансите